# Nicolas Muskhelichvili
Nicolas (Nikoloz) Muskhelichvili (géorgien : ნიკოლოზ (ნიკო) მუსხელიშვილი ; né le 16 février 1891 ancien style - mort le 16 juillet 1976) est un mathématicien géorgien et soviétique réputé pour ses travaux en théorie mathématique de l'élasticité et en théorie de la variable complexe. Il est l'un des fondateurs et le premier président (1941-1972) de l’Académie des sciences de la RSS de Géorgie.

## Biographie
Diplômé de l’université impériale de Saint-Pétersbourg (Russie) en 1914, Muskhelichvili fut d'abord assistant de cette université de 1917 à 1920. Nommé professeur auxiliaire de l’Université d'État de Tbilissi en 1920, il y devint professeur titulaire en 1922, et conserva ce poste jusqu’à sa mort en 1976. Lors du rétablissement des titres universitaires en URSS en 1934, il obtint le titre de Docteur ès sciences physiques et mathématiques. Il se fit connaître par ses contributions essentielles à la théorie des équations intégrales singulières et aux applications de la théorie du potentiel complexe à l’élasticité mathématique. Élu académicien titulaire de l’Académie des sciences d'URSS en 1939, il fut choisi comme premier président de la toute nouvelle Académie des Sciences de la RSS de Géorgie en 1941, il conserva là aussi cette fonction jusqu'en 1972.
Reconnu au niveau international comme l'un des plus grands théoriciens de l’élasticité mathématique, en 1956 il devint membre de l’International Committee of Congresses on Applied Mechanics, puis en 1960 du Bureau of the International Union on Theoretical and Applied Mechanics. En 1969, l’Académie des Sciences de Turin lui décerna le Prix Modesto Panetti, et en 1970 l’Académie des sciences de Slovaquie lui attribua la médaille d'or Ján Jesenský. Son pays lui attribua la Médaille Lomonossov en 1972 et lui décerna la distinction de Héros du travail socialiste.

## Principaux ouvrages
- Some basic problems of the mathematical theory of elasticity, Groningue, P. Noordhoff, 1953
- Singular integral equations, Moscou, éditions Mir, 1946
- Einige Grundaufgaben zur mathematischen Elastizitätstheorie, Munich, Carl Hanser Verlag, 1971